# Coppa Europa di Formula 3 1988
La Coppa Europa di Formula 3 1988  (FIA Formula 3 Europa Cup 1988 - XV Bilstein Super Sprint) fu una gara di Formula 3  che si disputò il 25 settembre 1988 sul Nürburgring. Fu la quarta volta, dopo che nel 1985 era stato abolito il campionato europeo, che il titolo continentale si attribuiva in una sola gara.
La gara venne vinta da Joachim Winkelhock su Reynard 883-Volkswagen. La gara si svolse in una prima manche di sei giri, e una seconda di 25, per un totale di 93,899 km. Sono mostrati i risultati in aggregato.

## Piloti e team
| Team                                  | Telaio                             | Nr | Pilota              |
| ------------------------------------- | ---------------------------------- | -- | ------------------- |
| WTS Liqui Moly Equipe                 | Reynard 883- Volkswagen Spiess     | 1  | Joachim Winkelhock  |
| Volkswagen Motorsport                 | Reynard 883-Volkswagen Spiess      | 2  | Otto Rensing        |
| Volkswagen Motorsport                 | BSR KS 388-Volkswagen Spiess       | 4  | Frank Krämer        |
| Team Sonax Autopflege                 | Martini Mk 55-Volkswagen Spiess    | 3  | Frank Biela         |
| Style Auto Racing Team                | Dallara F388-Volkswagen Spiess     | 5  | Wolfgang Kaufmann   |
| Mönnighofer Racing-Sympatics Cosmetic | Reynard 883- Volkswagen Spiess     | 7  | Michael Roppes      |
| Forti Corse                           | Dallara F388-Alfa Romeo Novamotor  | 11 | Emanuele Naspetti   |
| Forti Corse                           | Dallara F388-Alfa Romeo Novamotor  | 12 | Gianni Morbidelli   |
| Prema Racing                          | Reynard 883- Alfa Romeo Novamotor  | 14 | Fabrizio Giovanardi |
| Mauro Martini                         | Dallara F388- Alfa Romeo Novamotor | 15 | Mauro Martini       |
| Venturini Racing                      | Dallara F388- Alfa Romeo Novamotor | 16 | Antonio Tamburini   |
| Trivellato Racing Team                | Dallara F388- Alfa Romeo Novamotor | 17 | Felice Tedeschi     |
| Scuderia Escolette                    | Reynard 883- Volkswagen Spiess     | 18 | Gianfranco Tacchino |
| Swedish Lions                         | Reynard 883-Toyota TOM'S           | 21 | Kenny Bräck         |
| Swedish Lions                         | Reynard 873-Toyota TOM'S           | 41 | Håkan Olausson      |
| Gruyere Racing Team                   | Dallara F388-Volkswagen Spiess     | 31 | Roland Franzen      |
| JSK Generalbau                        | Dallara F388-Volkswagen Spiess     | 32 | Hans Peter Kaufmann |
| JSK Generalbau                        | Reynard 873-Volkswagen Spiess      | 33 | René Wartmann       |
| Team Bernal Torantriebe               | Dallara F387 Volkswagen Spiess     | 34 | Gianni Bianchi      |
| Svend Hansen                          | Reynard 883- Volkswagen Spiess     | 42 | Svend Hansen        |
| Malte Bongers Motorsport              | Reynard 883- Volkswagen Spiess     |    | Michael Bartels     |

## Qualifiche

### Risultati
I risultati delle qualifiche furono i seguenti:
| Pos | Nr | Pilota            | Vettura            | Tempo   |
| --- | -- | ----------------- | ------------------ | ------- |
| 1   | 12 | Gianni Morbidelli | Dallara-Alfa Romeo | 1'04"70 |

## Gara

### Risultati
I risultati della gara furono i seguenti:
| Pos                                        | Nr | Pilota              | Vettura            | Giri | Tempo/Ritiro | Griglia |
| ------------------------------------------ | -- | ------------------- | ------------------ | ---- | ------------ | ------- |
| 1                                          | 1  | Joachim Winkelhock  | Reynard-Volkswagen | 6+25 | 40'34"15     |         |
| 2                                          | 15 | Mauro Martini       | Dallara-Alfa Romeo | 6+25 | +8"42        |         |
| 3                                          | 11 | Emanuele Naspetti   | Dallara-Alfa Romeo | 6+25 | +13"19       |         |
| 4                                          | 4  | Frank Krämer        | BSR-Volkswagen     | 6+25 | +15"09       |         |
| 5                                          | 17 | Gianfranco Tacchino | Reynard-Volkswagen | 6+25 | +20"38       |         |
| 6                                          | 14 | Fabrizio Giovanardi | Reynard-Alfa Romeo | 6+25 | +52"25       |         |
| 7                                          | 21 | Kenny Bräck         | Reynard-Toyota     | 6+25 | +54"74       |         |
| 8                                          | 7  | Michael Roppes      | Reynard-Volkswagen | 6+25 | +58"59       |         |
| 9                                          | 12 | Gianni Morbidelli   | Dallara-Alfa Romeo | 6+25 | +1'00"14     | 1       |
| 10                                         | 42 | Svend Hansen        | Reynard-Volkswagen | 6+25 | +1'15"82     |         |
| 11                                         | 41 | Håkan Olausson      | Reynard-Toyota     | 6+25 | +1'19"19     |         |
| 12                                         | 31 | Roland Franzen      | Dallara-Volkswagen | 6+25 | +1'32"21     |         |
| 13                                         | 32 | Hans Peter Kaufmann | Dallara-Volkswagen | 6+25 | +1'33"15     |         |
| 14                                         | 34 | Gianni Bianchi      | Dallara-Volkswagen | 28   | +1 Giro      |         |
| Rit                                        | 2  | Otto Rensing        | Reynard-Volkswagen | 6    |              |         |
| Rit                                        |    | Michael Bartels     | Reynard-Volkswagen | 6    |              |         |
| Rit                                        |    | Wolfgang Kaufmann   | Dallara-Volkswagen | 6    |              |         |
| Rit                                        |    | Frank Biela         | Martini-Volkswagen | 6    |              |         |
| NA                                         | 16 | Antonio Tamburini   | Dallara-Alfa Romeo |      |              |         |
| NA                                         | 17 | Felice Tedeschi     | Dallara-Alfa Romeo |      |              |         |
| Giro veloce: Joachim Winkelhock in 1'16"69 |    |                     |                    |      |              |         |